# SkyBox International

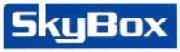
Logo

SkyBox International Inc., fondée en 1989 sous le nom d'Impel Marketing était une filiale de Vector Group spécialisée dans l'édition de cartes de football américain et basketball. Elle a été renommée SkyBox International en 1990 et s'est diversifiée dans l'édition de cartes non-sportives essentiellement basées sur des licences accordée par  DC Comics (dont Superman, Batman, Sandman et Vertigo), Marvel Comics et Star Trek.
En 1995, son concurrent Fleer Corporation récemment acheté par la société Marvel Entertainment, empire créé autour de Marvel Comics, rachète SkyBox et fusionne avec elle. Toutefois les productions sous le nom  SkyBox sont stoppées.
En 1999, Marvel alors en faillite revend l'ensemble à Alex Grass, fondateur de Rite Aid et son fils Roger Grass pour 26 millions de USD. 
En 2005, les Grass en faillite revendent les droits sur la marque Fleer à Upper Deck.